# Falco 3
Falco 3 (Falco drei) is, zoals de titel al suggereert, het derde album van de Oostenrijkse muzikant Falco, uitgebracht in 1985. In de Verenigde Staten kwam het album tot de derde positie in de Billboard 200 en de achttiende plaats op de lijst Top R&B/Hip-Hop Albums. Na twee voorgaande albums samen met Robert Ponger te hebben geschreven, was dit Falco's eerste album met de Nederlandse producenten Bolland & Bolland.

## Geschiedenis
Na de film Amadeus over Mozart, bekroond met een Oscar, borduurde de Amerikaanse mix van "Rock me Amadeus" voort op de hernieuwde belangstelling voor de Weense componist. Het lied werd ogenblikkelijk een hit in de Verenigde Staten, stond drie weken op nummer 1 in de Billboard Hot 100 en klom op tot nummer vier in de dancelijsten en nummer zes op de r&b-singlehitlijst. De mix verschilt van de originele, Duitse versie: hij bevat een gesproken samenvatting van Mozarts leven (een poging rap en klassieke muziek samen te brengen), een achtergrondkoor in het Engels en alleen de Engelstalige zinnen en woorden en bruikbare geluiden van het originele album.

## Hitlijsten

### Album
| Jaar | Album   | O | CH | VK | D | VS | CA |
| ---- | ------- | - | -- | -- | - | -- | -- |
| 1985 | Falco 3 | 1 | 1  | 32 | 2 | 3  | 7  |

## Nummers
1. "Rock me Amadeus" (3:22/8:20)
2. "America" (3:56)
3. "Tango the night" (2:28)
4. "Munich girls" (4:17)
5. "Jeanny Part 1" (5:50)
6. "Vienna calling" (4:02/7:38)
7. "Männer des Westens-Any kind of land" (4:00)
8. "Nothing sweeter than Arabia" (4:46)
9. "Macho macho" (4:56)
10. "It's all over now, baby blue" (4:41)

De 25th Anniversary Edition, uitgebracht op 22 oktober 2010, bevat bovendien de volgende bonustracks:
1. "Jeanny" (3:38)
2. "Without you" (5:45)
3. "Rock me Amadeus" (7:07)
4. "Vienna calling" (7:07)
5. "Männer des Westens-Any kind of land" (5:23)
6. "Urban tropical" (7:26)

De luxe dubbel-cd-versie bevat het volgende extra videomateriaal:
1. "The making of the legendary "Falco 3" (documentaire van DoRo)